# Silvia Oliete
Silvia Oliete (Barcelona, 1971) é empresária e comunicadora espanhola. Criadora de produtos e tratamentos estéticos e de beleza. Tem obtido diversos prêmios do sector. Sua vida viu-se refletida no livro “Destino Beleza” de Judith Martínez.

## Carreira profissional
Formou-se na Academia Jean D ́Estress (1992), e começou seu trabalho profissional em Yves Rocher.
Com 23 anos abriu seu primeiro centro em Barcelona, denominado Blauceldona. Em 2015, e depois de sua remodelagem e redesenho, recebeu o prêmio Hit Salão de Vida Estética ao melhor estabelecimento de Espanha na principal feira do sector, Cosmobeauty (Fira Barcelona).
Especializou-se em exclusiva em tratamentos faciais e criou o masaje de remonte. Abriu em 2018  outro centro com um espaço de divulgação e a celebração de palestras de divulgação sobre nutrição, desporto, psicologia, arte, moda, e beleza. Em 2020 abriu outro espaço no Hotel Mandarin.  
A pandemia supôs sua irrupción nas redes sociais. Em Instagram e Tiktok emite videos com truques sobre o cuidado da cara e o corpo que se fazem virales.
Em 2021 lançou-se  ao sector dos produtos de beleza a partir do ácido hialurónico, criando sua própria marca, SO.  Em 2023 obteve o prêmio Vida Estética na categoria de cosmética de autor com seu produto I’m the cleanser de sua linha SO. 
O livro Destino Beleza, de Judith Martínez (2023, Zanilo Editorial) narra sua vida como empreendedora e esteticista.